# Weekend on the Rocks
Pour les articles homonymes, voir Week-end (homonymie) et Rock (homonymie).
Albums de Dave Matthews Band
Stand Up (album DMB)
(2004)
Weekend on the Rocks est un album du Dave Matthews Band. Il contient les meilleurs moments de leurs quatre concerts à l'amphithéâtre Red Rocks de Morrison, Colorado du 9 au 12 septembre 2005. L'album est constitué de deux CD et un DVD.
The Complete Weekend on the Rocks est une version étendue contenant les quatre concerts sur huit CD et un DVD. Il est disponible à l'achat uniquement sur le site officiel du groupe.

## Liste des titres
Cette liste est celle du Weekend on the Rocks. 

### Disque un
1. The Stone
2. American Baby
3. Time Of The Season
4. Say Goodbye
5. #34
6. Steady As We Go
7. Hunger For The Great Light
8. Bartender

### Disque deux
1. Pig
2. You Never Know
3. Stand Up (For It)
4. #41
5. Stolen Away On 55th And 3rd
6. Smooth Rider
7. Halloween
8. Louisiana Bayou
9. Everyday

### DVD
1. Stand Up (For It)
2. Time Of The Season
3. Dreamgirl
4. Everybody Wake Up (Our Finest Hour Arrives)
5. Crash Into Me
6. So Much to Say
7. Too Much
8. Louisiana Bayou
9. Recently
10. Jimi Thing